# Chase Sui Wonders
Chase Sui Wonders (Detroit, Míchigan; 21 de mayo de 1996) es una actriz, directora, modelo y guionista estadounidense, conocida por interpretar a Niki en la serie de HBO Betty y a Riley en la serie de HBO Max Generation.

## Biografía
Chase Sui Wonders nació el 21 de mayo, en algún momento entre 1996 y 1997 en Detroit, Míchigan.

## Filmografía

### Cine
| Año  | Título                        | Papel           | Notas                           |
| ---- | ----------------------------- | --------------- | ------------------------------- |
| 2009 | A Trivial Exclusion           | Chase Carter    | Guionista principal y directora |
| 2015 | Last Migration                | Sloane Stanford | Guionista y directora           |
| 2018 | Salami on White               | Chase           | Cortometraje                    |
| 2019 | Daniel Isn't Real             | Makayla         |                                 |
| 2019 | Warpaint for the Teenage Soul | Wynne           | Cortometraje                    |
| 2020 | On the Rocks                  | Chase           | Película                        |
| 2021 | Beau                          | Beau            | Cortometraje                    |
| 2022 | Wake                          | June            | Cortometraje                    |
| 2022 | Bodies Bodies Bodies          | Emma            | Película                        |
| 2022 | Out of the Blue               | Astrid          | Película                        |

### Televisión
| Año  | Título                | Papel             | Notas            |
| ---- | --------------------- | ----------------- | ---------------- |
| 2011 | When Vacations Attack | Ella misma        | 1 episodio       |
| 2020 | Betty                 | Niki              | 2 episodios      |
| 2021 | Generation            | Riley             | Elenco principal |
| 2023 | Ciudad en llamas      | Samantha Cicciaro | 6 episodios      |
| 2023 | Bupkis                | Nikki             | 4 episodios      |